# Luigi Cassitto
Luigi Cassitto del patriziato di Ravello, conte di Ortenburg (Bonito, 22 febbraio 1829 – Bonito, 16 agosto 1888) è stato un giornalista, poeta e umorista italiano. Soprannominato don Luigi lo scocciato (pseudonimo dialettale che allude a persona calva e che egli stesso aveva usato in gioventù per i propri articoli), fu un personaggio tanto estroso quanto amato.

## Biografia
Figlio del conte Romualdo e Maria Giuseppa Cassitto, nacque in nobile e agiata famiglia ove, anche grazie ai suoi avi, era vivissimo l'amore e l'attitudine alla cultura, ma che tuttavia egli non poté alimentare se non da autodidatta poiché, colpito da una forte miopia già all'età di circa dieci anni, fu costretto ad abbandonare le scuole, e potendo quindi formarsi solo attraverso i volumi della ricca biblioteca dei suoi antenati e gli scritti del nonno Giovanni Antonio Cassitto.
Appena quindicenne, cominciò a poetare sia in lingua italiana che in dialetto napoletano entrando nelle grazie del poeta partenopeo Giulio Genoino che lo onorò della sua protezione fino alla morte, avvenuta nel 1856, anno in cui Luigi Cassitto pubblicò in suo onore nel «Poliorama Pittoresco» un capitolo "picciuso" in versi martelliani: Lo sparatorio de lo Mandracchio: fetecchie, tricche-tracche e bbomme, poi più volte ristampato.
Pur essendo ricchissimo di famiglia, Luigi Cassitto era solitamente incurante del suo aspetto. Alto, allampanato e di aspetto dimesso,con la lunga barba incolta, spendeva tutte le sue sostanze nelle taverne e nei caffè dai quali usciva sovente «a braccetto di Bacco», barcollando e con in mano un cappello a cencio colmo di spiccioli  donatigli dagli avventori per i quali aveva suonato, cantato e poetato; lo seguiva un codazzo di mendicanti ai quali generosamente elargiva tutto il denaro. Più tardi girovagava per il Principato Ultra ospite in case amiche, ove improvvisava ritrovi artistici e musicali assai apprezzati.
Verso il 1858 si stabilì a Napoli ove fondò e diresse il trisettimanale «Il Pazzo», continuando tuttavia a scrivere anche per il «Poliorama Pittoresco», «Omnibus» e «Iride», ottenendo per sua vena agile e sarcastica sia notorietà, e sia  fastidi e processi, tanto che nel 1859 le sue idee liberali gli procurarono l'arresto e poi l'allontanamento dalla città.
Ritiratosi a Bonito, si dedicò allo studio del violino tenendo applauditi concerti a Salerno, Avellino e Benevento, mentre nel 1876 diede alle stampe un volumetto di versi satirici (editore Castelluccio, Ariano di Puglia), rivolto ai nostalgici ed impenitenti borbonici, ma anche ai papalini e a tutti i delusi dal governo della nuova Italia.
Negli stessi anni collaborò ai periodici umoristici Le Forbici (1875-76) e Il Babbeo (1879-80). 
Nel 1878 scrisse alcuni versi di satira politica, attualissimi, intitolati Al popolo italiano vero martire
«Dal sessanta, a questa parte,
sempre fu la stessa cosa.
Ci gabbarono con arte,
senza tregua e senza posa!
Per voler di un Parlamento,
disonore del Paese,
sparì l'oro coll'argento,
e fallirono le imprese!
Chi non sa che i camorristi,
pagnottari e governanti,
sono tutt'infami e tristi,
mariuoli tutti quanti?
Nella Camera elettiva.
qui è Sinistra e lì v'è Destra,
di briganti comitiva,
che s'asside alla palestra!
...
Non vi è dubbio Amici cari,
che siam noi tanti somari.
O la Destra o la Sinistra,
sempre male si amministra!» 
Nel 1882 fece rinascere ad Ariano il giornale «Il Pazzo» ma in edizione settimanale, anziché trisettimanale, illustrandolo con le sue spiritose caricature disegnate a lapis e accompagnate da versi salaci.
Nello stesso anno, inoltre, fondò e diresse in Avellino il periodico «La lanterna magica», ma a seguito di una querela da parte del marchese Sambiase dovette affrontare un nuovo processo dal quale uscì tuttavia assolto e senza che peraltro le sue idee politiche fossero minimamente scalfite. 
Nel 1883, infatti, fondò e diresse sempre ad Avellino, i due settimanali «La Tempesta» e «Lo scommogliazelle» "giornale umoristicosatirico-politico che si dà GRATIS a tutti coloro che ci regaleranno un soldo per numero, gli altri lo pagheranno cinque centesimi”. Attraverso tali testate sostenne la candidatura elettorale del cugino Federico Capone  e di Girolamo del Balzo. 
Negli ultimi anni di vita, Luigi Cassitto cominciò a collaborare assiduamente anche al periodico umoristico napoletano «San Carlino» diretto da Leopoldo Spinelli e si accingeva a dare alle stampe altri versi quando la morte lo colse il 15 agosto 1889 (o 16 agosto 1888, C. Miletti). 
Per sé stesso aveva scritto nel 1862 un ironico epigramma funebre in vernacolo, chiedendo però onori da vivo anziché postumi:
Quanno so' mmuorto/ No' tte dà cura/ La sebbortura /de 'ncoronà; Nò gghiettà niente / 'Ncopp'a cchest'ossa / Sinnò la fossa / Se pò sporcà -/ Mo' che so bivo / mme faje favore / si co' 'no sciore /Mme vuò annorà. 
(Traduzione: Quando sarò morto / non preoccuparti / la sepoltura / di incoronare / Non gettar nulla /su queste ossa /sennò la tomba / si può sporcare; / Ora che sono vivo / mi fai un favore / se con un fiore / mi vuoi onorare.
Uno dei suoi biografi ha giustamente scritto che egli «fu l'ultimo sprazzo luminoso della sua gloriosa famiglia».

## Opere
- Nferta contra tiempo pe la pasca de st'anno 1857: pigramme stroppole strammottole de Luigio Cassitto, Napoli – 1857
- Lo sparatorio de lo Mandracchio: fetecchie, tricche-tracche e bbomme Napoli – 1862
- Versi per Luigi Cassitto, Ariano – 1876
- Miscellanea sul dialetto napoletano, manoscritto. Biblioteca nazionale di Napoli.